# Tyspanodes phaeosticha
Tyspanodes phaeosticha là một loài bướm đêm trong họ Crambidae.